# Dickey Lee
Royden Dickey Lipscomb, artiestennaam Dickey Lee (Memphis, 21 september 1936), is een Amerikaans zanger en songwriter. Hij begon zijn loopbaan in de popmuziek en wisselde in 1969 naar country. Als zanger bereikte hij in 1962 nummer 6 van de Billboard Hot 100 met Patches en in 1975 nummer 1 van de Hot Country Singles met Rocky. Zijn bekendste pennenvrucht is She thinks I still care waarmee zowel George Jones als Anne Murray een nummer 1-countryhit behaalden; Elvis Presley nam dit lied in verschillende tempo's tweemaal op.

## Biografie
Toen Lipscomb op de highschool zat, begon hij met het spelen in een band die verschillende talentenshows won en daardoor op de radio kwam. Hierdoor werd hij ontdekt door diskjockey Dewey Phillips uit Memphis die het platenlabel Sun Records overhaalde om platen van hem op te nemen. In 1957 kwamen hier twee singles uit voort, Good lovin' en Fool, fool, fool, die beide matig scoorden. Daarna ging hij voor een studie Engels naar het Rhodes College in Memphis. Hier was Allen Reynolds zijn klasgenoot.
Lipscomb kende technicus en producer Jack Clement door zijn opnames bij Sun Records en, toen Clement bij Sun wegging en naar Beaumont in Texas vertrok, gingen hij en Reynolds hem na. In deze tijd was ook Bob McDill een van zijn collega's bij Clement. Lee en Reynolds vertrokken in 1964 naar Memphis en richtten daar een muziekuitgeverij op met Stan Kesler. Ze namen vaste songwriters in dienst, onder wie Paul Craft en Bob McDill.
In 1962 was Lee weer begonnen met het uitbrengen van singles en had hij een grote hit in de Billboard Hot 100 met het lied Patches. Het nummer werd in de vertaalde versie van Rein de Vries, Patsy, ook in Nederland een hit. Verder bracht hij het lied I saw Linda yesterday van Reynolds uit dat aan het begin van 1963 op nummer 14 piekte in de Billboardlijst. In 1965 had hij nog een andere pophit met Laurie (Strange things happen). Aan het eind van de jaren zestig was hij echter alleen nog bezig met het schrijven en produceren van muziek.
In 1962 zette George Jones, onder aanmoediging van Clement en Reynolds, Lee's pennenvrucht She thinks I still care op een single en behaalde er een nummer 1-notering mee in de Hot Country Singles. Het is de grootste hit die hij heeft geschreven. In 1974 kwam het opnieuw op nummer 1 te staan toen Anne Murray het uitbracht. Bij elkaar werd het lied rond de 400 keer gecoverd, waaronder tweemaal door Elvis Presley in verschillende tempo's, en verder bijvoorbeeld door Cher (1965), Willie Nelson (1995) en Merle Haggard (2006).
Hij werd in 1969 overgehaald om naar Nashville te komen en wijzigde zijn stijl van popmuziek naar countrymuziek. Hier bracht hij in 1971 The mahogany pulpit uit dat een bescheiden hit werd en vervolgens Never ending song of love dat in de top 10 van de Hot Country Singles belandde. Zijn singles in de jaren zeventig kwamen in het algemeen niet verder dan de top 30 en top 40, op twee grote hits na: Rocky (1975) op nummer 1 en 9,999,999 tears (1976) op nummer 3. Het nummer Rocky werd in Nederland een nummer 1-hit, in de vertaalde uitvoering van Don Mercedes. Frank Farian behaalde met zijn Duits vertaalde versie zijn eerste grote succes.Het bereikte in diverse Europese landen inclusief Nederland de top 10 en in Duitsland nummer 1.
In 1979 wisselde Dickey van het label RCA naar Mercury en kende sindsdien bescheiden hits die hooguit de top 30 bereikten.
Verder is hij zijn gehele carrière werkzaam geweest als songwriter. Hij schreef onder meer hits als You’re the first time I’ve thought about leaving (1983) en He broke your memory last night (1984), beide door Reba McEntire, Let’s fall to pieces together (1984) door George Strait, Standing knee deep in a river (Dying of thirst) (1991) door Don Williams (ook door Kathy Mattea en Joe Cocker), In a different light (1991) door Doug Stone en Keeper of the stars (1995) door Tracy Byrd.
Lee werd in 1995 opgenomen in de Nashville Songwriters Hall of Fame. Tot in de jaren tien van de 21e eeuw geeft hij nog geregeld optredens.

## Discografie

### Albums
| Jaar | Album                                 | Top Country Albums | Billboard 200 |
| ---- | ------------------------------------- | ------------------ | ------------- |
| 1962 | The tale of patches                   | -                  | 50            |
| 1965 | Laurie and the girl from Peyton Place | -                  | -             |
| 1971 | Never ending song of love             | 12                 | -             |
| 1972 | Ashes of love                         | 16                 | -             |
| 1972 | Baby, bye bye                         | -                  | -             |
| 1973 | Crying over you                       | 42                 | -             |
| 1973 | Sparklin' brown eyes                  | -                  | -             |
| 1975 | Rocky                                 | 8                  | -             |
| 1976 | Angels, roses and rain                | 27                 | -             |
| 1979 | Dickey Lee                            | -                  | -             |
| 1980 | Again                                 | -                  | -             |
| 1981 | Everybody loves a winner              | -                  | -             |

### Singles
| Jaar | Single                                  | Hot Country Singles | Billboard Hot 100 |
| ---- | --------------------------------------- | ------------------- | ----------------- |
| 1962 | Patches                                 | -                   | 6                 |
| 1963 | I saw linda yesterday                   | -                   | 14                |
| 1963 | Don't wanna think about Paula           | -                   | 68                |
| 1963 | I go lonely                             | -                   | -                 |
| 1963 | Day the sawmill closed down             | -                   | 104               |
| 1964 | To the aisle                            | -                   | -                 |
| 1964 | Me and my teardrops                     | -                   | -                 |
| 1964 | "Big Brother" She's walking away        | -                   | 101               |
| 1965 | Laurie (Strange things happen)          | -                   | 14                |
| 1965 | Girl from Peyton Place                  | -                   | 73                |
| 1966 | Good girl goin' bad                     | -                   | -                 |
| 1966 | Good guy                                | -                   | -                 |
| 1968 | Red, green, yellow and blue             | -                   | 107               |
| 1970 | All too soon                            | -                   | -                 |
| 1970 | Special                                 | -                   | -                 |
| 1971 | The mahogany pulpit                     | 55                  | -                 |
| 1971 | Never ending song of love               | 8                   | -                 |
| 1972 | I saw my lady                           | 25                  | -                 |
| 1972 | Ashes of love                           | 15                  | -                 |
| 1972 | Baby, bye bye                           | 31                  | -                 |
| 1973 | Crying over you                         | 43                  | -                 |
| 1973 | Put me down softly                      | 30                  | -                 |
| 1973 | Sparklin' brown eyes                    | 49                  | -                 |
| 1974 | I use the soap                          | 46                  | -                 |
| 1974 | Give me one good reason                 | 90                  | -                 |
| 1974 | The busiest memory in town              | 22                  | -                 |
| 1975 | The door is always open                 | -                   | -                 |
| 1975 | Rocky                                   | 1                   | -                 |
| 1976 | Angels, roses and rain                  | 9                   | -                 |
| 1976 | Makin' love don't always make love grow | 35                  | -                 |
| 1976 | 9,999,999 tears                         | 3                   | 52                |
| 1977 | If you gotta make a fool of somebody    | 20                  | -                 |
| 1977 | Virginia, how far will you go           | 22                  | -                 |
| 1977 | Peanut butter                           | 21                  | -                 |
| 1978 | Love is a word                          | 27                  | -                 |
| 1978 | My heart won't cry anymore              | 49                  | -                 |
| 1978 | It's not easy                           | 58                  | -                 |
| 1979 | I'm just a heartache away               | 58                  | -                 |
| 1979 | He's an old rock 'n' roller             | 94                  | -                 |
| 1980 | Don't look back                         | 61                  | -                 |
| 1980 | Workin' my way to your heart            | 30                  | -                 |
| 1980 | Lost in Love (met Kathy Burdick)        | 30                  | -                 |
| 1981 | Honky tonk hearts                       | 37                  | -                 |
| 1981 | I wonder if I care as much              | 53                  | -                 |
| 1982 | Everybody loves a winner                | 56                  | -                 |

- Bibliothèque nationale de France: cb13896474x (data)
- Gemeinsame Normdatei: 134441621
- International Standard Name Identifier: 0000 0003 6796 3947
- Library of Congress Control Number: n94111921
- MusicBrainz: 2734860d-a416-448b-b592-bc7e5a13ce41
- SNAC: w6hp0p6b
- Virtual International Authority File: 233507917
- WorldCat: E39PBJckPRqvWwXpC984K9dCwC